# Oszillograph
Ein Oszillograph oder Oszillograf (lat. oscillare „schaukeln“, griech. graphein „schreiben“) wurde für die Anzeige des Zeitverlaufs von elektrischen Spannungen verwendet. Ein Oszillograph ist immer auch ein Oszilloskop. Aus der Sicht des Gerätes spricht man von einem Oszillographen („Schwingungen schreiben“), aus der Sicht des Betrachters aber von einem Oszilloskop („Schwingungen sehen“), daher entstand die unterschiedliche Bezeichnung. 
Seit Ende des 20. Jahrhunderts sind Oszillographen in der elektrischen Messtechnik weitgehend durch digitale Oszilloskope ersetzt worden, welche neben diversen Aufzeichnungsfunktion auch über Signalauswerte- und Speicherfunktionen verfügen. Im allgemeinen Sprachgebrauch werden die Begriffe Oszillograph und Oszilloskop manchmal noch synonym verwendet.

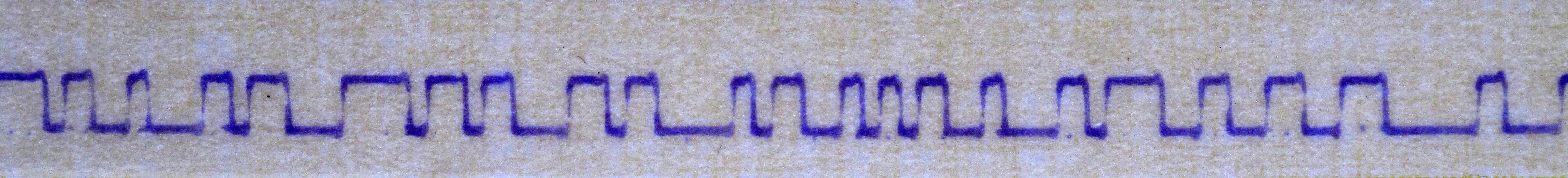
Ein typisches Undulator tape (ca. 12 mm breit und viele Meter lang), wie es während des Zweiten Weltkriegs in den britischen Funkabfangstationen benutzt wurde, um verschlüsselten deutschen Funkfernschreibverkehr aufzuzeichnen

Speziell im englischen Sprachraum gab es auch den Begriff Undulator (von engl. to undulate für „sich wellenförmig bewegen“) als Bezeichnung für einen Oszillographen oder Messschreiber, bei dem das aufzuzeichnende Signal auf einen langen Papierstreifen geschrieben wurde, genannt Undulator tape.

## Herkunft

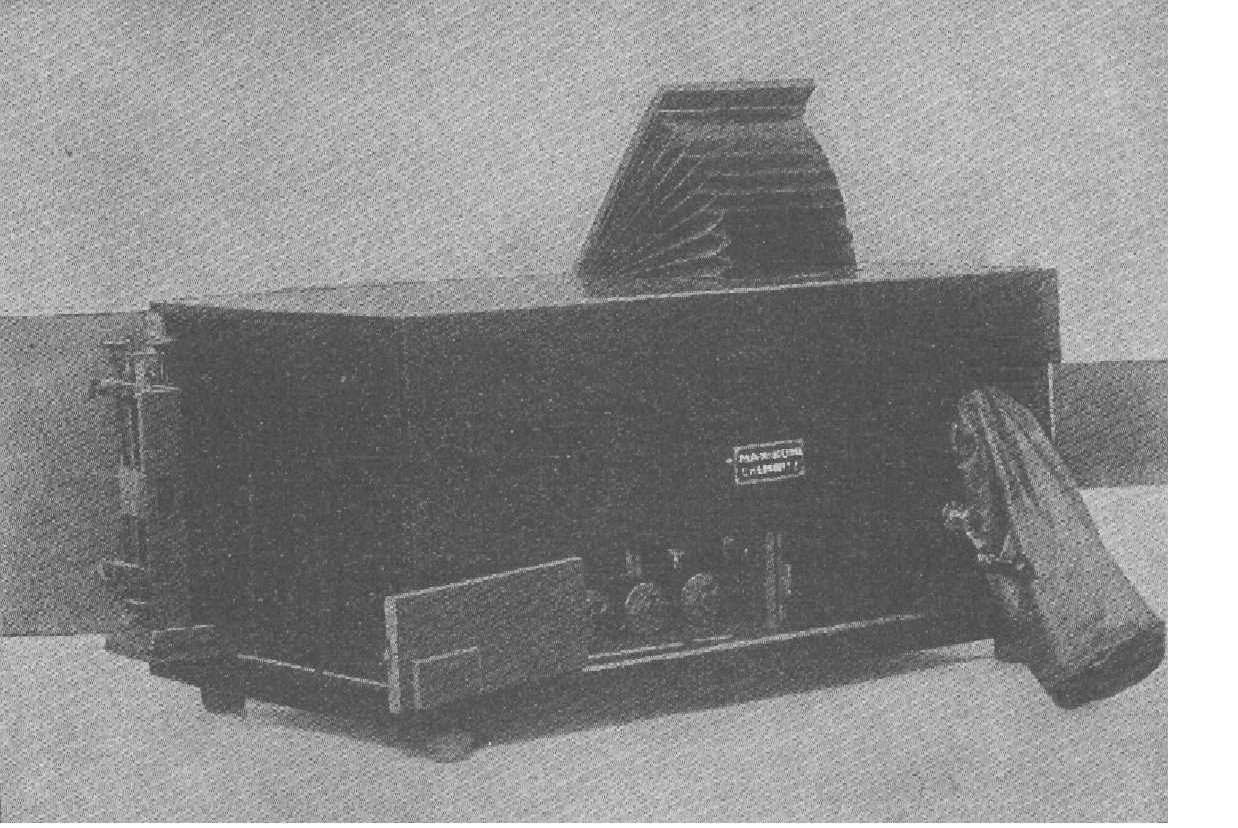
Schleifenoszillograph der Fa. Max Kohl in Chemnitz 1905
Enthält: Synchronmotor, Bogenlampe, Elektromagnet mit 12-kHz-Meßschleife, Beobachtungsvorrichtung, photographische Trommel, Vorrichtung für versetzte Mehrfachbelichtung.

Die Bezeichnung Oszillograph leitet sich vermutlich von besonders früher verwendeten, mechanischen Verfahren der Aufzeichnung mit einem Messschreiber (kurz Schreiber, auch Schnellschreiber) ab. Diese werden auch heute noch verwendet. Dabei wurde zum Beispiel am Zeiger eines kräftigen Messwerkes (zum Beispiel ein Drehspulmesswerk) ein Stift befestigt. Unter dem Stift wird mit konstanter, jedoch oft wählbarer Geschwindigkeit ein Schreibmedium vorbeigeführt. Dabei wird die aktuelle Zeigerposition auf dem Medium aufgezeichnet, der Anwender erhält so einen Plot oder Schrieb, in dem der Verlauf der Messgröße über die Zeit aufgezeichnet ist. Der Zeiger kann auch elektromotorisch angetrieben sein. Die Motorsteuerung erfolgt dann mit einem potentiometrischen Positionsgeber und einem Komparator.

## Varianten
In Museen gibt es auch Schreiber für die Temperatur und die Feuchtigkeit. Auch frühe Flugschreiber funktionierten auf diese Weise und zeichneten die Flughöhe und die Geschwindigkeit auf. Der Papiertransport erfolgt in der Regel mit Getriebemotoren oder Uhrwerken.

## Schleifenoszillograph
Für die Aufzeichnung oder die direkte Betrachtung schneller Signale (ca. bis 3 kHz) wurden Anfang des 20. Jahrhunderts sogenannte Schleifenoszillographen nach dem Prinzip eines Galvanometers verwendet, deren Lichtzeiger durch rotierende Prismenspiegel zeitlich abgelenkt und auf einen Schirm oder einen Planfilm gelenkt wurde.